# 植村家治

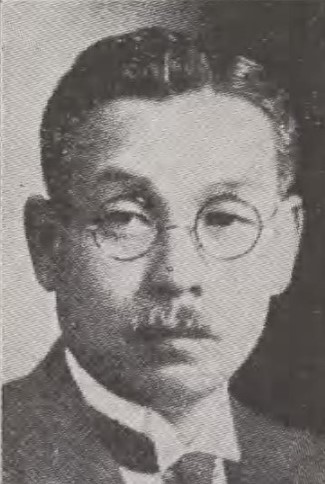
植村家治

植村 家治（うえむら いえさだ、1887年（明治20年）3月14日 - 1962年（昭和37年）10月22日）は、明治から昭和期の実業家、政治家、華族。貴族院子爵議員。元高取町長。旧大和高取藩第15代当主。

## 経歴
子爵・植村家壷の三男として生まれる。父の死去に伴い、1920年（大正9年）8月10日、子爵を襲爵した。
1913年（大正2年）東京外国語学校仏語専修科を卒業。1908年（明治41年）宮内省内匠寮京都派出所勤務となる。以後、鉄道院書記、鉄道省嘱託などを務めた。実業界では、日東化学研究所社長、満州パルプ工業監査役、昭和理化学研究所所長、東京大宮電気鉄道取締役などを務めた。
1930年（昭和5年）8月30日、貴族院子爵議員補欠選挙で当選し、研究会に所属して活動し1947年（昭和22年）5月2日の貴族院廃止まで3期在任した。

## 親族
- 先妻・昌子（生年不明） 
米沢文平の二女[1]。
- 後妻・堵芽（1908年（明治41年）8月9日生）
東京女子医学専門学校卒[3]。野中藤太郎（医学博士）の妹[3]。医学博士[3]。大阪市立桃山市民病院（現：大阪市立総合医療センター）産婦人科元院長[3]。
- 長女・治子（1911年（明治44年）4月生） 
福井県、白崎正男の妻[8]。
- 長男・家幸（1914年（大正3年）11月生）[1][9]
- 次男・家隆（1920年（大正9年）6月2日）
神戸商業大学卒。日本生命保険元専務取締役。
- 三男・家忠（1943年（昭和18年）2月16日生）
日本大学芸術学部卒[3]。元高取町長[3]。
- 次女・維堵子（1946年（昭和21年）1月11日生）[3]
- 三女・貴子（1948年（昭和23年）7月28日生）[3]